# Archidiecezja Los Altos Quetzaltenango–Totonicapán
Archidiecezja Los Altos Quetzaltenango–Totonicapán (łac. Archidioecesis Altensis, Quetzltenanguensis-Totonicapensis) – archidiecezja Kościoła rzymskokatolickiego w Gwatemali. Należy do metropolii Los Altos Quetzaltenango–Totonicapán. Została erygowana 17 lutego 1996 roku.

## Ordynariusze
- Jorge García Cabalieros (1928–1955)
- Luis Manresa Formosa, S.J. (1955–1979)
- Oscar Garcia Urizar (1980–1987)
- Victor Hugo Martínez Contreras (1987–2007)
- Oscar Julio Vian Morales, S.D.B. (2007–2010)
- Mario Alberto Molina Palma, O.A.R. (2011–2024)

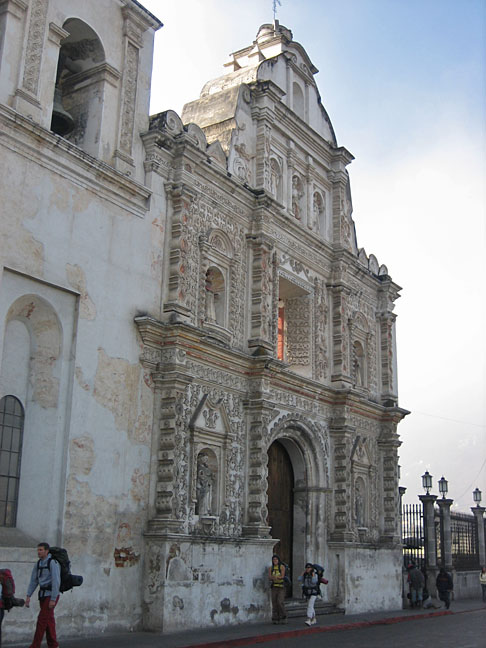
Katedra w Quetzaltenango

- Victor Hugo Palma Paúl (od 2024)